# Air Master
Air Master es una serie de cómics manga de 28 volúmenes que salió en 1997, y una serie de TV anime de producción japonesa de 27 capítulos de unos 25 minutos cada uno, que salió en el 2003. El creador del manga es Yokusaru Shibata, la publicación corrió a cargo de Hakusensha. El director del anime es Daisuke Nishio (quien también se encargó de Dragon Ball), y la productora es Toei Animation.

## Argumento
Aikawa Maki de 16 años, es una estudiante de Instituto corpulenta y alta, que ha sido una excelente gimnasta. Aikawa es ahora una imbatible luchadora callejera que, burlando las leyes de gravedad, realiza gran parte de sus luchas en el aire con movimientos acrobáticos(De ahí el sobrenombre por el que es más conocida: Air Master) A través de sus peleas ella revive sus épocas como gimnasta profesional, superándose a sí misma y, como se dice repetidas veces en la serie, haciéndose más fuerte.

## Personajes
- Aikawa Maki (相 川 摩 季, Aikawa Maki), Antigua gimnasta que entrenó con su madre, ahora fallecida, Maki usa sus habilidades acrobáticas en su estilo de lucha para aumentar la libertad de movimiento. Sus ataques combinan piruetas y saltos vertiginosos con la violenta fuerza de sus patadas y lanzamientos. Maki tiene la capacidad de reproducir casi cualquier movimiento que ve, y en combate posee una capacidad de recuperación y fuerza de voluntad impresionantes. Vive sola, ya que tiene una relación conflictiva con su padre. Maki parece disfrutar de la lucha callejera por un "arrebato" más que por algún sentido de venganza u honor. Cuando no lucha, Maki tiende a sobresalir en la multitud debido a su inusual altura (1.82 m, lo cual es mucho para una adolescente japonesa) y la apariencia, prefiriendo seguir silenciosamente su cuarteto de amigos. Su hermana menor cree que Maki es un poco ingenua. Maki es reacia a tratar con algunas personas obsesionadas con ella. Por un momento ella se vuelve vulnerable a los ataques, cuando se le acercan de algún modo romántico, especialmente con Julietta Sakamoto, a quien tiene un miedo casi patológico desde que intentó besarla (cosa que repite seguido), y es un gag frecuente en la serie el que pueda sentir cuando Julietta piensa en ella, lo cual la hace sentir escalofríos y un terror inexplicable. Sus movimientos característicos son "Air Spin Driver" y "Air Cutter Terminator"; más tarde demostró que puede percibir el flujo del aire. Seiyū: Romi Paku

- Yuu Takigawa (滝川 ユウ, Yū Takigawa) Yuu es una de las amigas de Maki. Ella es fan de la cantante Uzumi Mika. Toma clases de karate y está enamorada de Shinnosuke, por el que a veces se pelea con Michiru. Seiyū: Mariko Suzuki

- Michiru Kawamoto (川本 みちる, Kawamoto Michiru) Otra amiga de Maki. Ella también se siente atraída por Shinnosuke, pero se molesta cuando éste admite estar enamorado de Maki. Ella es una fan de la modelo Nono Rakuko. Yuu y Michiru hacen un gran dúo y rara vez se separan. Seiyū: Masumi Asano

- Mina Nakanotani (中 ノ 谷 美奈, Nakanotani Mina)  Tímida amiga de Maki, se presume que va a una rica escuela privada. Mina tiene pechos ridículamente exagerados, (utilizados en clave de humor más que para un fan-service) y ella es muy consciente de ello. Además, Mina está perdidamente enamorada de Maki (quien no está segura de como manejar el asunto), haciendo de esto la razón principal por la que sus amigas se burlen de ella. Seiyū: Yukana

- Renge Inui (干 莲华, Inui Renge) Aunque sea de muy baja estatura tiene la misma edad que sus amigas. Renge tiene la afición de comer compulsivamente y se mantiene delgada. Es una niña inquieta con tendencia a lloriquear, pero sabe como animar. Renge recoge a un gatito al que lleva con ella la mayor parte de tiempo (le llama Gesaku: Obra maestra). También posee poderes "psíquicos" (actúa como un radar para poder encontrara a Maki, y al parecer también puede leer la mente). Seiyū: Tomoko Kaneda

- Shiro Saeki (佐伯 四郎, Saeki Shiro) El padre de Maki.  Nunca se casó con la madre de Maki, y a ésta se refiere como "un error que cometió a los 15 años", aunque, después de que Maki le derrotara en un combate, empieza a mostrar respeto por ella e intenta acercarse. Campeón de boxeo en cuatro ocasiones, dirige un dojo y cría a la hermanastra de Maki, Miori. Fue golpeado por Sakamoto, pero se convierten en amigos más adelante. Seiyū: Toshio Furukawa

- Miori Saeki (佐伯 み おり, Saeki Miori) La hermanastra de Maki. También practica las artes marciales, en los cuales quiere superar a su hermana. Para esto se traslada a vivir con ella. Seiyū: Hirotsu Yukiko

- Kaori Sakiyama (崎 山 香 织, Sakiyama Kaori) Aspirante a modelo (posteriormente se convierte en una luchadora), tiene una obsesiva rivalidad unilateral con Maki. Ruidosa y melodramática, durante las peleas se convierte en un Berserker impulsado por su propia rabia y no admitirá una derrora, al menos que esté muy golpeada. Habla muy alto (más bien grita) debido a que por un "accidente" de la infancia se quedó sorda de un oído. Seiyū: Mika Doi

- Julietta Sakamoto (ジュリエッタ 坂本, Sakamoto Jurietta) Un escritor fantasma desaliñado, pero apuesto que se obsesiona con Maki (romántica), mientras que esta no está interesado en él en absoluto y le encuentra espeluznante. Es un conversador suave, pero demasiado propenso a las declaraciones agresivas del amor, a veces rayana en asalto, a Maki, que él llama "Mi Jenny".  Siempre se tiende a darle un beso y declarar su amor por ella cuando están juntos, incluso durante sus peleas, lanzar perder el equilibrio.  Esto normalmente se hace para lograr un efecto cómico.  Tiene tres mujeres que están locas por él: Uzumi Mika (una famosa cantante), Nono Rakuko (una famosa modelo), y Nanjou Remón (una famosa novelista) pero las ignora del todo desde que está fijo en Maki.  Maki es físicamente capaz de ganarle en su locura-como "distraído" estado de la mente, sin embargo, ella tenía un rato duro con él al principio. Si Julietta, que derrotó a la 3 ª clasificada Yoshitoku Konishi (sin entrar en profundidad), iban a tomar en serio con Maki, que perdió ante el cuarto clasificado de combate Fukamichi...  no es de ninguna manera clara que el "ganador" sería.  Él puede recibir una paliza enorme y aun así ser capaces de luchar.  En una pelea con otro oponente que una vez tuvo las dos piernas y un brazo roto, pero todavía era capaz de luchar.  Sakamoto por lo general sólo lucha con extremadamente rápido y devastador patadas.  Por lo general deja las manos en los bolsillos, mientras que la lucha a pesar de que tiene un sacador de gran alcance.  Se dijo que su fuerza es legendaria en la calle. Se convierte en fila siete en el ranking Fukamichi después de derrotar a Nobuhiko Fukamichi en un solo golpe, a pesar de rango Julietta no hace justicia a su capacidad de lucha, mientras derrotas Yoshitoku Konishi, el titular de la tercera posición, sin tener que pasar graves. Seiyū: Kenyuu Horiuchi

- Kinjiro Kitaeda (北 枝 金 次郎, Kitaeda Kinjiro) Líder de la Liga de los Caballeros vestidos de Negro. Afirma que odia a las mujeres sin embargo, le gusta Maki porque piensa que ella es diferente. Es un buen luchador y tiene un gran puñetazo. Una vez derribó un oso de un puñetazo. Tiene una técnica donde crea una sombra de sí mismoque ataca antes que el por lo que el enemigo se precipita. Tuvo su primer beso robado por uno de sus subordinados, Nagato el puño largo, mientras Nagato peleaba contra Fukamichi. Kinjiro ocupa el noveno puesto en el ranking Fukamichi. Seiyū: Kentarō Itō

- Kai Sanpagita (カイ サンパギータ, Sanpagīta Kai?) Aunque en un principio no es participante en el Ranking Fukamichi, Sampaguita Kai fue uno de sus oponentes más difíciles. Usa de un estilo de lucha similar al de Maki y se enfrentan en un torneo de lucha libre de mujeres. Ella es la hermana menor de la Lucha Maestro, quien le enseñó a luchar desde que era joven. Se obsesiona, como un gran número de oponentes, con vencer a Maki. Kai obtuvo el grado noveno en el ranking Fukamichi después de vencer a Shun Yashiki, sin embargo es derrotada por estrecho margen Kinjiro Kitaeda, lo que deja sus diez clasificados. La firma de Kai son los movimientos "Izakaya Bomber" y el "Ultimate sky Screwbomb", la primera es una versión del conocido ataques de lucha libre profesional aprendido de su mentora y la otra es una brainbuster en un powerbomb sitout giratorio, de su propia creación. Interpretado por: Ishizuka Michie

- Shinnosuke Tokita (时 田 伸 之 助, Shinnosuke Tokita) Un hombre que desafía Maki desde el principio, pero más tarde se une al grupo temporalmente. Está enamorado de Maki. Lucha con un largo bastón que se puede separar en tres partes conectadas con una cadena. Parece que sabe el arte del puño borracho.

- Lucha Master (ルチャマスター, Rucha Masutā?) Lucha Master es, como su nombre lo indica, un luchador magistral, al estilo de Lucha libre mexicano. Siempre lleva una máscara, y es el primer gran reto Maki. Él es uno de los tres personajes que pueden usar un tipo similar de combate aéreo con Maki. Él es el hermano mayor de Sanpaguita Kai, otro personaje con un estilo de lucha similar. Lucha Maestro ocupa el puesto veintiuno en el Ranking Fukamichi. Interpretado por: Unshō Ishizuka

- Tsukio Taketsugu (武 月 雄, Taketsugu Tsukio?) Otro oponente temprano. Él es un trabajador de la construcción tiene un golpe furioso similar a un martillo neumático, pero no es tan rápido como algunos de los combatientes de otra calle. Maki a menudo se le pasa por alto, sobre todo porque, después de su primera aparición, Lucha Master mostró rápidamente, y esto le vuelve furioso. Tsukio ocupa el puesto vigésimo segundo en el ranking Fukamichi.. Interpretado por: Uemura Kihachiro

- Reiichi Mishima (三岛 丽 一, Mishima Reiichi?) Una especie de parásito a Tsukio Taketsugu, Reiichi a veces es un cobarde y un torpe. A pesar de que podía luchar bien mientras tubiera una bicicleta y utilizarla como si fuera parte de su propio cuerpo, él sigue siendo sólo un luchador callejero medianamente calificado. Está enamorado de Mina Nakanotani y a menudo tiene fantasías de ser su héroe, cuando se enfrentan a la necesidad real de salvarla de la mafia Kinjiro lucha con valor, pero se siente abrumado con el tiempo y se ve obligado a ceder el liderazgo a los más fuertes combatientes. Seiyū: Daisuke Sakaguchi

- Fukamichi (深 道, Fukamichi?) El hombre que dirige la lucha en las calles del torneo, y que dio su nombre al sistema de clasificación (Fukamichi Rankings). Él decide quién está calificado para estar en el ranking del torneo. Él mira las peleas y tienen videos de ellos transmiten a su ordenador portátil, que luego difunde en todo el mundo en Internet. No participa en las luchas, pero ha demostrado ser extremadamente fuerte y rápido. Él tiene un hermano menor (Nobuhiko Fukamichi), que participa en el concurso. Él tiene una manía de la crítica de restaurantes y la publicación de los resultados en Internet. En el episodio final, Fukamichi revela que él creó El ranking para encontrar guerreros que puedan derrotar Eterna, el 1.er puesto de combate.

- Shun Yashiki (屋 敷 俊, Yashiki Shun?) Primo más joven de Tsukio. Originalmente el 9 º puesto en el Torneo Fukamichi pero, después de perder su rango a Kai, decidió ganarle al titular de la 8 ª posición. Él es un manipulador de ki. Tiene una técnica donde utiliza su ki para crear un punzón osmótica, que fuertemente presiones el interior del cuerpo de un oponente y resulta en una pérdida de una cantidad masiva de líquido dentro de su cuerpo, incapacitado al oponente. Ya que gasta su ki para esta técnica, sólo la puede usar una cierta cantidad de veces hasta que descansa para restaurar su ki de nuevo. Es profesor de esta técnica para Kaori Sakiyama.

- Yuki Minaguchi (皆 口 由 纪, Minaguchi Yuki?) Ocupa el puesto número cuatro, y el único para derrotar a Maki. Su estilo de lucha está basado en contraataques, así como cortes y apuñalamientos con las manos.  Ella comienza su lucha como una persona tranquila y serena. Aunque Maki ve un su Través y Yes Que Le Gusta Luchar, aunque Maki ve a través de su fachada y sabe que le gusta luchar.

- Yoshinori Konishi (小 西 良 徳, Konishi Yoshinori?) El tercero de posición en el ranking Fukamichi. Konishi se especializa en técnicas de agarre y sumisión y cree que ha alcanzado la perfección. Se sabe que venció fácilmente Shiro Saeki que también es experto en técnicas de sumisión y lucha a la par, y eventualmente derrota a Julietta Sakamoto.

- Eterna (Eterna) El titular del  puesto  1º en el ranking Fukamichi, parece ser uno los catorce antes que él. Eterno es uno de los más fuertes, si no el más fuerte, los combatientes en el mundo, capaz de nivelar un edificio entero en un solo golpe. Él es apenas derrotado por los esfuerzos combinados de Aikawa Maki y Yuki Minaguchi, que desaparece después de la creación de él y Maki luchó en colapsa, lo que supone que fue asesinado por cualquiera de la caída o la fuerza del ataque final de Maki.

## Lista de Episodios
| #  | Título | Estreno |
| -- | --- | ------- |
| 01 | «¡Vuela! Air Master» «Tobe! Ea Masutaa» (飛べ! エアマスター)                                                 |         |
| 02 | «¡Ruge! ¡Kaori Sakamoto!» «Hoero! Sakiyama Kaori!!» (吠えろ! 崎山香織!!)                                     |         |
| 03 | «¡Desafía! Shinnosuke Tokita» «Nozome! Tokita Shinnosuke» (挑め! 時田伸之助)                                 |         |
| 04 | «¡Peligroso! Reichi Chukimoto» «Metate! Chukimoto Reichi» (目立て! 月雄と麗一)                               |         |
| 05 | «¡Partidaria! Julieta Sakamoto» «Tonae! Sakamoto Jurietta» (唱え! 坂本ジュリエッタ)                          |         |
| 06 | «¡Móntalo! Maki» «Notteke! Maki» (ノってけ! 摩季)                                                            |         |
| 07 | «¡No me hagas decirlo dos veces!» «Nido to iwa seruna!» (二度と言わせるな!)                                  |         |
| 08 | «¡Aclama! Mina Nakonatani» «Todoroke! Nakonatani Mina» (轟け! 中ノ谷美奈)                                    |         |
| 09 | «¡Avanza! La alianza negra de justicia y sinceridad» «Susume! Kuro seigi seii rengou» (進め! 黒正義誠意連合) |         |
| 10 | «¡Arde! Kinjiro Kitaeda» «Moero! Kitaeda Kinjirou» (燃えろ! 北枝金次郎)                                      |         |
| 11 | «¡Batalla para recordar! Maki Vs Kinjirou» «Tatamikome! Maki tai Kinjirou» (たたみこめ! 摩季対金次郎)        |         |
| 12 | «¡Revélate! Famiwrestlers» «Meinore! Famiresuraazu» (名のれ! ファミレスラーズ)                               |         |
| 13 | «¡Brilla! Cielo de estrellas» «Kagayake! Sukai sutaa» (輝け! スカイスター)                                   |         |
| 14 | «¡Adelante! Kai y Maki» «Tsukinukero! Kai to Maki» (突きぬけろ! カイと摩季)                                  |         |
| 15 | «¡Conquista! La emperatriz Cucaracha» «Seifukuse yo! Nyotei goki» (征服せよ! 女帝ゴキ)                       |         |
| 16 | «¡Lucha! Los Fukamichi Rankings» «Tatakae! Fukamichi Rankingu» (戦え! 深道ランキング)                        |         |
| 17 | «¡Llegada! Los luchadores callejeros» «Tsudoe! Sutoriito faitaazu» (集え! ストリートファイターズ)            |         |
| 18 | «¡Cosplay! Shigeo Komada» «Kosupure! Komada Shigeo» (コスプれ! 駒田シゲオ)                                   |         |
| 19 | «¡Entre las sombras! Koji Ogata» «Shinobe! Ogata Kouji» (忍べ! 尾形小路)                                     |         |
| 20 | «¡Choque! Kai contra Kinjiro» «Butsukare! Kai tai Kinjirou» (ぶつかれ! カイ対金次郎)                         |         |
| 21 | «¡Habla el charlatán! Fukamichi (mi hermano)» «Shabera sero! Fukamichi (otouto)» (しゃべらせろ! 深道（弟）)  |         |
| 22 | «¡Dispara!, Ranker de las llamas» «uchiagero! en no rankaa» (打ち上げろ! 炎のランカー)                       |         |
| 23 | «¡Rómpelo! Yuki Minagushi» «Kirisake! Minaguchi Yuki» (切り裂け! 皆口由紀)                                   |         |
| 24 | «¡Fríe! La carne» «Yake! Niku» (焼け! 肉)                                                                    |         |
| 25 | «¡Sepárate! Konishi contra Julieta» «Kowase! Konishi tai Jurietta» (壊せ! 小西対ジュリエッタ)                |         |
| 26 | «¡Siéntelo! El viento del combate» «Kanjiro! Tatakai no kaze» (感じろ! 闘いの風)                             |         |
| 27 | «¡Vuela! Maki Aikawa» «Tobe! Aikawa Maki» (飛べ! 相川摩季)                                                   |         |